# Anjra
Anjra är en ort i Marocko och är administrativ huvudort för provinsen Fahs-Anjra som är en del av regionen Tanger-Tétouan-Al Hoceïma. Kommunen hade 16 081 invånare vid folkräkningen 2014.